# Johnny Mowlem
 (août 2018).
Johnny Mowlem (né le 12 février 1969) est un pilote automobile professionnel britannique. Mowlem est considéré comme faisant partie de l'élite des champions de courses automobiles, dans la mesure où il a participé à tous les championnats majeurs mondiaux de course[réf. souhaitée].
Il remporte en 2013 l'European Le Mans Series GT, en ayant auparavant gagné le championnat anglais Porsche Cup en 1996 et en 1997. Il a également remporté les 24 Heures de Daytona et les 12 Heures de Sebring, et fut sur le podium de compétitions majeurs mondiales de course automobile, dont les 6 Heures du Nürburgring.
Mowlem commence sa carrière comme pilote de voiture monoplace en Formula Ford 1600, puis en Formule 3, mais le fait le plus marquant de son ascension est d'être choisi personnellement par le champion de Formule 1 Jackie Stewart, qui lui propose de rejoindre son équipe de « jeunes talents » de pilote de monoplace, aux côtés notamment de Dario Franchitti, Allan McNish et Gil de Ferran. Il devient pilote de voitures de sports en 1996, remportant le championnat de Class 1 de la British Porsche Cup, puis obtient une reconnaissance internationale l'année suivante, lorsqu'il gagne les 17 courses de la British Porsche Cup.
Sa carrière professionnelle dans le monde des courses automobiles est lancée : plus tard, il gagne encore davantage d'attention mondiale pour son travail de pilote du prototype hybride Ginera Zytek, pendant l'American Le Mans Series (ALMS) en 2008 et 2009. En 2010, Mowlem est pilote pour le compte de Lotus Racing, conduisant à l'AMLS et aux Internation GT Open Series. Sa dernière participation à un championnat remonte à 2013, pour l'European Le Mans Series.

## Vie personnelle
Mowlem, né à Londres, a été élevé à Majorque, en Espagne, jusqu'à l'âge de dix-sept ans. Il a fréquenté l'université de Leeds, où il a obtenu un diplôme, spécialisé en espagnol et en économie. Avec son épouse, Fiona, il a deux enfants : un fils nommé Reece et une fille, Sereina.

## Débuts de carrière
Mowlem a commencé sa carrière en 1990, à l'âge de 19 ans, lorsqu'il a participé à la course Formula Ford 1600, à Brands Hatch. Il a alors couru pour l'équipe Staircase of Talent de Jackie Stewart dans la classe Formula Vauxhall, avant de passer au championnat British Formula 3 en 1995, gagnant quatre fois.
Mowlem est ensuite passé aux voitures de sport en 1996, aux courses de la Porsche Carrera Cup de Grande-Bretagne en 1996 et 1997, remportant le championnat de Classe 1 en 1996 puis suscitant sa première attention médiatique en 1997 en remportant les 17 courses. Il a remporté 14 de 17 pole positions. Gagner ce championnat en restant invaincu tout au long de la saison lui a valu une reconnaissance internationale et le prix Gregor Grant pour ses réalisations exceptionnelles en sport automobile aux International Autosport Awards.

## Liens
- Site officiel
- ALMS Site officiel